# Saccolaimus mixtus
Saccolaimus mixtus är en insektsätande småfladdermusart som beskrevs av Ellis Le Geyt Troughton (1893–1974) år 1925. Saccolaimus mixtus ingår i släktet Saccolaimus och familjen frisvansade fladdermöss (Emballonuridae).
Dess artnamn på engelska, Papuan sheath-tailed bat, betyder "papuansk skidsvansfladdermus", och på tyska, Papua-Glattnasenfreischwanz, betyder ungefär "papuansk plattnäsfrisvans".
Arten är inte lika stor som andra släktmedlemmar och den har en mer gråaktig ovansida.
Denna fladdermus förekommer på Kap Yorkhalvön i Australien och på södra Nya Guinea. Habitatet utgörs av öppna skogar med eukalyptus. Individerna vilar i grottor och i trädens håligheter. Denna fladdermus delar reviret med Saccolaimus flaviventris.
Beståndet hotas av landskapsförändringar, svedjebruk och gruvdrift. I regionen finns olika skyddszoner. IUCN kategoriserar arten globalt som nära hoatd (NT). Inga underarter finns listade i Catalogue of Life.